# Clemente Pérez
José Clemente Pérez Errázuriz (Santiago, 7 de septiembre de 1967) es un abogado, académico, empresario, dirigente gremial, consultor y político chileno. Ha desarrollado una larga carrera como asesor en entidades públicas y privadas.  
Fue designado como subsecretario de Obras Públicas por el presidente Ricardo Lagos entre 2003 y 2005  y como presidente del directorio del Metro de Santiago en el primer gobierno de Michelle Bachelet, entre 2007 y 2010. En 2005 intentó sin éxito alcanzar un cupo en la Cámara de Diputados.

## Biografía
Su padre es Clemente Pérez Walker, nieto del canciller Horacio Walker e hijo de Clemente Pérez Zañartu, embajador de Eduardo Frei Montalva ante la Santa Sede en los años 1960.
Estudió en el Colegio del Verbo Divino de la capital y en 1991 egresó de la Escuela de Derecho de la Pontificia Universidad Católica. Durante este último periodo llegó a ser presidente de la Federación de Estudiantes (Feuc). Posteriormente viajó a los Estados Unidos para estudiar y titularse como máster en políticas públicas en la Universidad de Georgetown, en Washington D. C. y obtuvo un MBA en la Facultad de Ciencias Económicas y Administrativas de la PUC (2001).
Está separado de María Elisa Pérez Vergara, hija de Edmundo Pérez Yoma y nieta de Edmundo Pérez Zujovic, ambos exministros de Estado. De esta unión nacieron cuatro hijos: Clemente, Santiago, Federica y Victoria.

## Actividad profesional
Entre 1995 y 1996 se desempeñó como consultor en la División de Desarrollo Urbano y Ambiental del Banco Mundial (BM) y luego dentro del Departamento de Programas Sociales y de Desarrollo Sustentable del Banco Interamericano de Desarrollo (BID).
Los años 1999 y 2000 se hizo cargo de la dirección del diario capitalino La Hora, para luego asumir el área ambiental de la firma de abogados Guerrero Olivos, del que se hizo socio. Además, fue académico del curso Herramientas de Protección Legal y Económica del Medio Ambiente en la PUC y en la Universidad de Los Andes.
En el ámbito empresarial fundó el año 1999 el sitio web Sustentable.cl, firma de gestión y asesoría ambiental. En enero de 2011, ocho meses después de dejar Metro, asumió como presidente de la Asociación de Concesionarios de Obras de Infraestructura Pública (Copsa). Anunció su salida del cargo en septiembre de 2012.

## Carrera política
Fue militante del Partido Demócrata Cristiano (PDC). En el gobierno de Eduardo Frei Ruiz-Tagle fue director de la Comisión Nacional del Medio Ambiente (Conama) de la Región Metropolitana, durante el periodo 1996-1998. Trabajó en la División Ambiental de la Municipalidad de Santiago, colaborando estrechamente con el entonces alcalde Jaime Ravinet.
El año 2003, el presidente Ricardo Lagos lo designó como subsecretario de Obras Públicas, cargo que ejerció hasta 2005. Ese año fue candidato a diputado en las elecciones parlamentarias por el distrito que agrupaba a las comunas santiaguinas de Las Condes, Vitacura y Lo Barnechea, tradicionalmente manejadas por la derecha, pero no resultó elegido.
En mayo de 2007 asumió como presidente del Metro de Santiago, luego de la abrupta renuncia de Blas Tomic por la crisis del Transantiago. En 2009, bajo su gestión, el Gobierno anunció la construcción de la nueva Línea 6, la cual requeriría una inversión de unos US$ 900 millones.
Hacia el fin del segundo gobierno de Michelle Bachelet, mientras se producía un distanciamiento entre el PDC y los otros partidos de la Nueva Mayoría, Pérez formó parte de la corriente "Progresismo con Progreso" que llamó a no votar por Alejandro Guillier –el candidato de la Nueva Mayoría en las elecciones de 2017 y que fue apoyado oficialmente por el PDC durante la segunda vuelta– y a colaborar con el gobierno de Sebastián Piñera que fue electo posteriormente. Finalmente, Clemente Pérez y otros miembros de la corriente decidieron abandonar el Partido Demócrata Cristiano en abril de 2018.
Durante octubre de 2019, Clemente Pérez fue objeto de controversia pública al opinar, como expresidente del Metro, respecto a las protestas que realizaban estudiantes al interior del ferrocarril suburbano. En una entrevista en el noticiario 24 horas, Pérez minimizó las protestas calificándolas de «más bien tonta[s]» e indicando que el movimiento «no prendió». La frase generó amplias críticas cuando, dos días después de emitidas, se produjeran una de las mayores protestas en la historia reciente del país, conocidas popularmente como «Estallido social».
Como resultado de dichas protestas, Chile inició un proceso constituyente destinado a redactar una nueva carta magna a través de una convención formada específicamente para dicho fin. Clemente Pérez presentó su candidatura a las elecciones de convencionales constituyentes de 2021 por el distrito 11, formando parte de una lista de independientes provenientes de "Progresismo con Progreso" denominada «Independientes con Chile». Pérez no resultó electo, obteniendo 3.025 sufragios, correspondientes al 0.79% de los votos válidamente emitidos.

## Historial electoral

### Elecciones parlamentarias de 2005
- Elecciones parlamentarias de 2005, para el Distrito 23, Las Condes, Vitacura y Lo Barnechea[16]

| Candidato                  | Pacto                    | Partido | Votos  | %     | Resultado |
| -------------------------- | ------------------------ | ------- | ------ | ----- | --------- |
| Julio Dittborn Cordua      | Alianza                  | UDI     | 79.167 | 39,31 | Diputado  |
| Cristián Monckeberg Bruner | Alianza                  | RN      | 50.923 | 25,22 | Diputado  |
| Clemente Pérez Errázuriz   | Concertación Democrática | PDC     | 49.575 | 24,55 |           |
| Leopoldo Sánchez Grunert   | Concertación Democrática | PPD     | 14.580 | 7,22  |           |
| Carlos Padilla Rojas       | Juntos Podemos Más       | PH      | 3.922  | 1,94  |           |
| Antonieta Vera Gajardo     | Juntos Podemos Más       | PC      | 3.739  | 1,85  |           |